# Charles Beck
Hans Charles Johannes Beck (1. oktober 1817 – 8. januar 1890). Beck blev født på St. Croix som søn af en artillerikaptajn, som der gjorde tjeneste som fortchef. I 1831 blev Beck landkadet, og som officer deltog han i begge de slesvigske krige. Under og efter Treårskrigen gjorde han tjeneste i forskellige stabe. Fra 1860 til 1863 forestod han således ordningen af krigsarkiverne og forberedelsen af Treårskrigens historie, og det var kun modvilligt at han 1863 blev chef for 1. Regiment. Beck var højremand. Fra 1858 til 1864 var han folketingsmand for Fredensborgkredsen.
Beck kendes især for kampen ved Lundby, hvor han under 2. Slesvigske Krig lod et kompagni gennemføre bajonetangreb mod en ligeværdig preussisk styrke med store tab til følge. Samtiden bedømte beslutningen meget positivt, mens eftertiden har været ganske kritisk.
Beck blev efterfølgende kommandør af Dannebrogordenen og oberst. I 1873 søgte han sin afsked (pensionering) på grund af svagelighed.